# Allemagne-Roumanie en rugby à XV
L'Allemagne et la Roumanie entretiennent une longue histoire de confrontations en rugby à XV, de l'entre deux-guerres à la période moderne du championnat européen des nations. 
L'ensemble des équipes d'Allemagne et de Roumanie cumulent un total de 34 rencontres au cours de leur histoire.

## Historique

### Les débuts
La première confrontation entre l'Allemagne et la Roumanie a lieu en 1927, l'année où l'équipe d'Allemagne connait ses premières compétitions internationales (l'équipe de Roumanie avait elle connu son premier match officiel en 1919).
Des confrontations entre ces deux équipes ont continué à avoir lieu à l'époque des premières éditions du Tournoi européen organisé par la FIRA, notamment alors que l'Allemagne est sous le régime du Troisième Reich.

### La période de la guerre froide
Pendant la guerre froide, l'équipe de la république socialiste de Roumanie communiste continue à jouer à la fois contre l'Allemagne de l'Est et l'Allemagne de l'Ouest.

#### Allemagne de l'Est
L'équipe de la Roumanie a souvent rencontré celle de l'Allemagne de l'Est, notamment à l'occasion des tournois organisés en Europe de l'Est à l'époque : la Coupe de la Victoire puis la Coupe de la Paix ; auxquels participaient aussi souvent la Tchécoslovaquie et la Pologne. 
La Roumanie a largement dominé l'équipe de la RDA avec 13 victoires, restant invaincue face à l'Allemagne, qui n'est arrivée à obtenir qu'un nul en 1958 chez elle, à Brandenberg.

#### Allemagne de l'Ouest
Les équipes d'Allemagne de l'Ouest et de Roumanie se sont affrontées en tout 9 fois, entre 1958 et 1983, notamment lors des tournois organisés par la FIRA sur cette période. 
La Roumanie était alors une des nations fortes de ces tournois européens de seconde zone (y battant à plusieurs reprises la France et l'Italie, comme lors de la saison 1982-83). Ainsi l'Allemagne de l'Ouest n'est arrivée a battre la Roumanie qu'une seule fois en 1972, à Bucarest, les 8 autres rencontres se soldant par des victoires roumaines.

### La période moderne
À partir des années 1990, la Roumanie a continué à dominer l'Allemagne même si cette dernière ayant de sérieuses difficulté à retrouver son meilleur niveau, et donc le championnat européen, les rencontres entre les deux équipes ont été assez rares (une seule rencontre entre 1990 et 2009).
Mais graces a ses différents progrès et son ambition renouvelée, l'Allemagne finit par retrouver le championnat européen en 2009 et donc ses confrontations avec la Roumanie. La progression du rugby à XV allemand atteint son apogée lors du Championnat européen de XV 2016-2017, où l'Allemagne bat la Roumanie (qui remporte d'ailleurs le titre du championnat cette année) sur le score de 41 à 38, ce qui est considéré comme un des grands exploits du rugby allemand moderne.
Toutefois, dès l'année suivante, le rugby allemand semble être en crise, et son équipe nationale subit sa plus lourde défaite de tous les temps contre la Roumanie (85-6), qui avec ses 4 autres défaites dans le tournoi expose l'Allemagne a une relégation au troisième niveau européen.

## Liste des confrontations
Voici la liste des confrontations ayant eu lieu entre l'ensemble des équipes d'Allemagne et de Roumanie (figurent aussi les matchs de l'équipe d'Allemagne de l'Est, bien qu'officiellement seul le palmares de l'équipe d'Allemagne de l'Ouest ai été intégré à celui de l'équipe d'Allemagne actuelle) :
| No | Date              | Lieu                                                        | Match                           | Score   | Compétition                           |
| -- | ----------------- | ----------------------------------------------------------- | ------------------------------- | ------- | ------------------------------------- |
| 1  | 19 mai 1927       | Heidelberg Allemagne                                        | Allemagne – Roumanie            | 6 – 0   | Test match                            |
| 2  | 18 mai 1936       | Hambourg Reich allemand                                     | Allemagne – Roumanie            | 37 – 9  | Test match                            |
| 3  | 16 octobre 1937   | Stade Jean-Bouin, Paris France                              | Allemagne – Roumanie            | 30 – 3  | Tournoi européen                      |
| 4  | 16 octobre 1938   | Stade A.N.E.F., Bucarest Roumanie                           | Roumanie – Allemagne            | 5 – 8   | Tournoi européen                      |
| 5  | 21 octobre 1951   | Bucarest Roumanie                                           | Roumanie – Allemagne de l'Est   | 64 – 26 | Test match                            |
| 6  | 11 mai 1952       | Berlin Allemagne de l'Est                                   | Allemagne de l'Est – Roumanie   | 11 – 46 | Test match                            |
| 7  | 14 mai 1952       | Hennigsdorf Allemagne de l'Est                              | Allemagne de l'Est – Roumanie   | 3 – 34  | Test match                            |
| 8  | 4 mai 1958        | Bruxelles Belgique                                          | Allemagne de l'Ouest – Roumanie | 0 – 9   | Test match                            |
| 9  | 14 octobre 1958   | Brandenberg Allemagne de l'Est                              | Allemagne de l'Est – Roumanie   | 5 – 5   | Test match                            |
| 10 | 19 mai 1959       | Bucarest Roumanie                                           | Roumanie – Allemagne de l'Est   | 21 – 6  | Victory Cup                           |
| 11 | 27 septembre 1959 | Bucarest Roumanie                                           | Roumanie – Allemagne de l'Est   | 38 – 6  | Test match                            |
| 12 | 14 mai 1960       | Pirna Allemagne de l'Est                                    | Allemagne de l'Est – Roumanie   | 0 – 5   | Victory Cup                           |
| 13 | 26 mai 1961       | Brno Tchécoslovaquie                                        | Roumanie – Allemagne de l'Est   | 33 – 0  | Peace Cup                             |
| 14 | 5 novembre 1961   | Bucarest Roumanie                                           | Roumanie – Allemagne de l'Est   | 27 – 0  | Peace Cup                             |
| 15 | 25 mai 1962       | Siedlice Pologne                                            | Roumanie – Allemagne de l'Est   | 28 – 5  | Peace Cup                             |
| 16 | 22 mai 1963       | Bârlad Roumanie                                             | Roumanie – Allemagne de l'Est   | 15 – 0  | Peace Cup                             |
| 17 | 26 mai 1964       | Görlitz Allemagne de l'Est                                  | Allemagne de l'Est – Roumanie   | 6 – 28  | Peace Cup                             |
| 18 | 15 novembre 1964  | Bucarest Roumanie                                           | Roumanie – Allemagne de l'Ouest | 19 – 3  | Test match                            |
| 19 | 14 novembre 1965  | Hanovre Allemagne de l'Ouest                                | Allemagne de l'Ouest – Roumanie | 8 – 9   | Coupe européenne                      |
| 20 | 29 octobre 1967   | Bucarest Roumanie                                           | Roumanie – Allemagne de l'Ouest | 27 – 5  | Coupe européenne                      |
| 21 | 9 novembre 1969   | Düsseldorf Allemagne de l'Ouest                             | Allemagne de l'Ouest – Roumanie | 3 – 6   | Coupe européenne                      |
| 22 | 3 novembre 1972   | Bucarest Roumanie                                           | Roumanie – Allemagne de l'Ouest | 10 – 11 | Test match                            |
| 23 | 27 octobre 1973   | Heidelberg Allemagne de l'Ouest                             | Allemagne de l'Ouest – Roumanie | 9 – 33  | Test match                            |
| 24 | 18 septembre 1974 | Albena Bulgarie                                             | Allemagne de l'Est – Roumanie   | 0 – 49  | Akena Trophy                          |
| 25 | [[ ]] 1979        | Nessebar Bulgarie                                           | Allemagne de l'Est – Roumanie   | 0 – 60  | Test Match                            |
| 26 | 4 avril 1982      | Bucarest Roumanie                                           | Roumanie – Allemagne de l'Ouest | 60 – 18 | Coupe européenne                      |
| 27 | 27 mars 1983      | Heidelberg Allemagne de l'Ouest                             | Allemagne de l'Ouest – Roumanie | 12 – 26 | Trophée européen                      |
| 28 | 2 mai 1994        | Bucarest Roumanie                                           | Roumanie – Allemagne            | 60 – 6  | Qualifications pour la Coupe du monde |
| 29 | 14 février 2009   | Heidelberg Allemagne                                        | Allemagne – Roumanie            | 0 – 22  | Championnat européen                  |
| 30 | 13 février 2010   | Constanța Roumanie                                          | Roumanie – Allemagne            | 67 – 5  | Championnat européen                  |
| 31 | 14 mars 2015      | Heidelberg Allemagne                                        | Allemagne – Roumanie            | 12 – 17 | Championnat européen                  |
| 32 | 12 mars 2016      | Iași Roumanie                                               | Roumanie – Allemagne            | 61 – 7  | Championnat européen                  |
| 33 | 11 février 2017   | Sparda-Bank-Hessen-Stadion, Offenbach-sur-le-Main Allemagne | Allemagne – Roumanie            | 41 – 38 | Championnat européen                  |
| 34 | 10 février 2018   | Cluj Arena, Cluj Roumanie                                   | Roumanie – Allemagne            | 85 – 6  | Championnat européen                  |
| 35 | 31 janvier 2025   | Stade Arcul de Triumf, Bucarest Roumanie                    | Roumanie – Allemagne            | 48 – 10 | Championnat européen                  |